# زوفیا مرل
زوفیا مرل (لهستانی: Zofia Merle؛ ۳۰ مارس ۱۹۳۸ – ۱۳ دسامبر ۲۰۲۳) یک بازیگر اهل لهستان بود.

## فیلم شناسی
از فیلم‌ها یا برنامه‌های تلویزیونی‌ای که وی در آنها نقش داشته‌است، می‌توان به مادام کاملیا، مصائب بالتازار کوبر، در خوشی و سختی، وقتی منو بگیری باهام چکار می‌کنی؟، زندگی برای زندگی: ماکسیمیلیان کلبه، روزها و شب‌ها، خیابان فرعی ۴، خاطرات یک گناهکار، یانا و یک فاجعه اشاره کرد.

## مرگ
مرل در ۱۳ دسامبر ۲۰۲۳، در سن ۸۵ سالگی درگذشت.